# Konosuke Kusazumi
Konosuke Kusazumi (草住 晃之介 Kusazumi Konosuke?, nacido el 12 de julio de 2000 en Tokio) es un futbolista japonés que se desempeña como defensa.

## Trayectoria

### Clubes
| Club            | País  | Año    |
| --------------- | ----- | ------ |
| FC Tokyo        | Japón | 2017 - |
| FC Tokyo sub-23 | Japón | 2017 - |

## Estadística de carrera

### J. League
| Club            | Año   | J. League | J. League | Copa J. League | Copa J. League | Total | Total |
| Club            | Año   | Part.     | Goles     | Part.          | Goles          | Part. | Goles |
| --------------- | ----- | --------- | --------- | -------------- | -------------- | ----- | ----- |
| FC Tokyo        | 2017  | 0         | 0         | 0              | 0              | 0     | 0     |
| FC Tokyo sub-23 | 2017  | 6         | 0         | -              | -              | 6     | 0     |
| Total           | Total | 6         | 0         | 0              | 0              | 6     | 0     |